# Blake Jenner
Blake Jenner (* 27. srpna 1992, Miami, Florida, Spojené státy americké) je americký herec a zpěvák. Je známý díky reality show The Glee Project, ve které získal možnost účinkovat v americkém hudebním seriálu Glee v roli Rydera Lynna. V roce 2016 se objevil ve filmu Everybody Wants Some! a Hořkých sedmnáct.

## Životopis
Ve věku devíti let začal s psaním a herectvím a na střední škole se objevoval ve školních divadelních představeních. Také navštěvoval lekce herectví a pracoval v reklamách. Ve škole se také připojoval do několika sportů jako fotbal a wrestling.
Opustil své rodné město Miami na Floridě a přestěhoval se do Los Angeles, aby se mohl věnovat herecké kariéře. Nakonec získal malou roli sportovce Millera Collinse v epizodě sitcomu Melissa a Joey.
Byl vybrán jako jeden ze čtrnácti soutěžících pro druhou sérii televizní reality show The Glee Project. Hlavní cenou reality show je vedlejší role v seriálu Glee po sedm epizod. Stal se jedním ze tří finalistů a soutěž nakonec i vyhrál. Tvůrce seriálu Ryan Murphy vzkázal přes sociální síť Twitter, že role pro Jennera v seriálu je již napsaná. Poprvé se v seriálu objevil v pátém díle čtvrté série s názvem The Role You Were Born to Play, který se poprvé vysílal dne 8. listopadu 2012 a zahrál si roli fotbalisty Rydera Lynna, který se posléze i připojí ke sboru. Ryder je znám jako mladší verze Finna Hudsona. V seriálu nicméně zůstal po celý zbytek série a pro pátou sérii byla již jeho postava povýšena mezi hlavní.
V léte 2013 napsal scénář k filmu Billy Boy. Blake a Melissa pomocí stránky Kickstarter požádali fanoušky, aby přispěli na projekt a 11. prosince 2013 jejich fond obsahoval 100 000 dolarů. Filmování začalo 14. července 2014 a premiéra je očekávaná na rok 2015. Blake byl také obsazen do role Tommyho v hororovém filmu Crawlspace. Film je plánovaný na rok 2015.
V roce 2016 se objeví jako Jake ve filmu Richarda Linklatera s názvem Everybody Wants Some. V listopadu 2015 bylo oznámeno, že se objeví v seriálu Supergirl, po boku své ženy Melissy Benoist . V dubnu 2016 se připojil k obsazení dramatického filmu Sidney Hall. V únoru 2017 se připojil k obsazení filmu American Animals. Film měl premiéru na filmovém festivalu Sundance dne 19. ledna 2019.
V srpnu 2018 bylo oznámeno, že si zahraje hlavní roli Seana v seriálu CO / KDYBY, po boku Reneé Zellweger.

## Osobní život
V květnu 2013 potvrdil, že chodí ze svou kolegyní z Glee, Melissou Benoist. V červenci 2013 bylo oznámeno, že se pár zasnoubil a v březnu 2015 byli oddáni. Nicméně v prosinci 2016 Benoist podala žádost o rozvod kvůli „neslučitelným rozdílům“.

## Filmografie

### Film
| Rok  | Název                    | Role            | Poznámky                            |
| ---- | ------------------------ | --------------- | ----------------------------------- |
| 2010 | Fresh 2 Death            | Connor          | krátkometrážní film                 |
| 2011 | Wurlitzer                | Alexander Moore | krátkometrážní film, také producent |
| 2011 | Cousin Sarah             | Brett Marks     |                                     |
| 2012 | The Truth In Being Right | Jeffrey         | krátkometrážní film                 |
| 2014 | Love at First Site       | Sydney Reynolds | krátkometrážní film                 |
| 2016 | Everybody Wants Some!    | Jake Bradford   |                                     |
| 2016 | Hořkých sedmnáct         | Darian Franklin |                                     |
| 2016 | Within                   | Tommy           |                                     |
| 2017 | Sidney Hall              | Brett Newport   |                                     |
| 2017 | Billy Boy                | Billy Forsetti  | také producent a scenárista         |
| 2018 | American Animals         | Chas Allen      |                                     |

### Televize
| Rok       | Název            | Role                 | Poznámky                                                       |
| --------- | ---------------- | -------------------- | -------------------------------------------------------------- |
| 2011      | Melissa a Joey   | Miller Collins       | hostující hvězda, díl: „A House Divided"                       |
| 2012      | The Glee Project | Soutěžící (sám sebe) | Výherce druhé řady                                             |
| 2012–2015 | Glee             | Ryder Lynn           | Vedlejší role (4. řada), hlavní role (5. řada), host (6. řada) |
| 2013      | Masterchef       | Sám sebe             | 4. řada, 10. díl                                               |
| 2016      | Supergirl        | Adam Foster          | 2 díly                                                         |
| 2019      | CO / KDYBY       | Sean                 | hlavní role, 10 dílů                                           |

### Divadlo
| Rok  | Název  | Role                     | Poznámky                   |
| ---- | ------ | ------------------------ | -------------------------- |
| 2018 | Cyrano | Christian de Neuvillette | produkce Goodspeed Musical |

## Ocenění a nominace
| Rok  | Ocenění                      | Kategorie                  | Práce | Výsledek  |
| ---- | ---------------------------- | -------------------------- | ----- | --------- |
| 2013 | Teen Choice Awards 2013      | Průlomová televizní hvězda | Glee  | vítězství |
| 2017 | Filmový festival v San Diegu | Stoupající hvězda          |       | vítězství |